# Корень жизни
«Корень жизни» — советский художественный фильм 1977 года, снятый на киностудии «Молдова-фильм» режиссёром Николаем Гибу.

## Сюжет
Учёный Андрей Барбу, увлечённый идеей создания промышленного межколхозного сада, прерывает свою работу в институте и переезжает в район…

## В ролях
- Владимир Ивашов — Андрей Барбу
- Клара Лучко — Александра Тинкэ
- Вячеслав Шалевич — Иван Жосу
- Михаил Волонтир — Лукьян Батыр, председатель колхоза
- Наталья Рычагова — Настя
- Михаил Миликов — Василе
- Светлана Тома — Грета
- Светлана Светличная — Сабина
- Ольга Ильина — Семенчук
- Виктор Соцки-Войническу — Дан
- Юрий Кузьменко — Савва Выблов
- Борис Миронюк — Фроня
- С. Болдырев — Сергей Базатин
- Константин Константинов — Филимон
- Сергей Суконкин — Матюпатенко
- Виктор Чутак — Туркан, начальник строительного поезда на Баме
- Владимир Корецкий — председатель колхоза
- Афанасий Тришкин — Ион Захария
- Антонина Бушкова — колхозница
- Борис Чунаев — председатель колхоза
- Игорь Чирков — пионер
- Вера Карпова — эпизод